# 小丑：雙重瘋狂
是一部2024年美國點唱機歌舞心理驚悚片，由陶德·菲利普斯執導，並與史考特·席佛共同編劇。故事改編自DC漫畫旗下角色小丑，為2019年電影的續集。主演包括瓦昆·菲尼克斯、女神卡卡、布蘭頓·葛利森、凱薩琳·凱娜以及薩琪·畢茲主演。劇情延續前作，「小丑」亞瑟·佛萊克被捕入獄後，並開始接受心理治療，他在精神病院中遇到崇拜他的「病人」哈莉·奎茵，兩人也在途中發展一場極度危險又扭曲的浪漫戀情。
《小丑：雙重瘋狂》2024年9月4日在第81屆威尼斯影展進行全球首映，2024年10月4日在美國上映。電影發行後，媒體與評論家對該片的評價普遍負面為主，瓦昆·菲尼克斯和卡卡的演技獲得好評，但編劇、配樂、沉悶的調性節奏則遭受批評。對比2億美元的成本，本片的全球票房僅2.07億美元，商業表現失利。本片更入圍頒發負面電影獎項的第45屆金酸莓獎共計7個獎項領銜，最終瓦昆·菲尼克斯與女神卡卡獲頒該屆最差搭檔獎，而電影則獲得該屆最差前傳、重拍、惡搞及續集電影獎。

## 演員
- 瓦昆·菲尼克斯飾演亞瑟·佛萊克／小丑（Arthur Fleck / Joker）：罹患精神病、生活貧窮且遭受社會遺棄的單口喜劇演員，在探查自己身世以及尋找「真正自我」過程中，一步一步成為一個虛無主義的罪犯。
- 女神卡卡飾演哈琳·「莉」·奎茵佐／哈莉·奎茵（Harleen "Lee" Quinzel / Harley Quinn）：愛上亞瑟的阿卡漢州立醫院B區病人[6]。
- 凱薩琳·凱娜（英语：Catherine Keener）飾演瑪麗安娜·史都華（Maryanne Stewart）：亞瑟的辯護律師[7]。
- 布蘭頓·葛利森飾演傑基·蘇利文（Jackie Sullivan）：阿卡漢州立醫院警衛[8]
- 薩琪·畢茲飾演蘇菲·杜蒙（Sophie Dumond）：單親媽媽，亞瑟的前鄰居。亞瑟曾幻想與她有過一段浪漫的關係[9][8]。
- 史提夫·庫根飾演帕迪·邁耶斯（Paddy Meyers）：受歡迎的電視名人，在阿卡漢採訪了亞瑟。
- 哈里·勞提飾演哈維·丹特（Harvey Dent）：高譚市新當選的地方檢察官，打算起訴亞瑟的罪行[10]。
- 雷伊·吉爾飾演蓋瑞·普德爾斯（Gary Puddles）：亞瑟的前同事。
- 梁肯飾演維克托·劉醫生（Dr. Victor Liu）：心理學家，在亞瑟的審判中作為專家作證。
- 雅各布·洛夫蘭飾演瑞奇·梅林（Ricky Meline）：崇拜亞瑟的阿卡漢病人[11]。
- 比爾·史密托維奇（英语：Bill Smitrovich）飾演赫爾曼·羅斯瓦克斯法官（Judge Herman Rothwax）：審判亞瑟案件的法官。
- 莎朗·華盛頓（Sharon Washington）飾演黛布拉·凱恩（Debra Kane）：曾經負責亞瑟個案的社福機構人員。

## 製作
《小丑》原本是打算製作成一部沒有續集的獨立電影，儘管華納兄弟打算把它發展為新系列「DC Black」的電影之一。該系列改編自DC漫畫，與DC擴展宇宙無關，而故事將比較黑暗和具實驗性。2019年8月，菲利普斯表示有興趣製作續集，但具體將取決於電影的表現以及菲尼克斯會否有興趣，但後來他澄清說「沒有準備拍攝續集，我們總是把它以獨立電影來宣傳，就是這樣」。2019年10月，菲尼克斯接受彼得·崔維斯的《Popcorn with Peter Travers》採訪，當崔維斯詢問他會否回歸飾演亞瑟時，菲尼克斯表示「我沒法停止思考他......如果還有其他事情我們可以和小丑一起做的話，可能會很有趣」。
2019年10月，《好萊塢報導》宣佈續集正在開發中，菲利普斯、史考特·席佛和菲尼克斯預計將回歸。然而，《Deadline Hollywood》於同一天的報導指出，《好萊塢報導》的報導並非事實，續集的洽談甚至還未開始。菲利普斯回應報導稱，他曾與華納兄弟討論過續集，仍然有可能製作，但尚未開發。菲利普斯還證實2022年電影《蝙蝠俠》將不會與《小丑》有連結。2021年5月，據報導菲利普斯已簽約為續集編寫劇本。2022年6月，菲利普斯證實推出續集，劇本由菲利普斯與席佛共同編寫，暫定名稱為《Joker: Folie à Deux》。同月，宣佈女神卡卡正在洽談演出續集。《好萊塢報導》認為她飾演的角色將是哈莉·奎茵，並指出續集將是一部歌舞片。2022年8月，華納兄弟宣佈上映日期為2024年10月4日，並於第二天確認女神卡卡參演。同月，薩琪·畢茲為回歸出演進行洽談。2022年9月，畢茲確認回歸，而布蘭頓·葛利森、凱薩琳·凱娜和雅各布·洛夫蘭參演。2022年10月，哈里·勞提參演。
菲尼克斯與女神卡卡的片酬分別是2000萬美元和1200萬美元。

### 拍攝
該片於2022年12月10日開始進行主體拍攝，並於2023年4月4日殺青。

## 音樂
曾為前作配樂的希爾迪·居茲納多蒂爾回歸為續集進行配樂工作。

## 發行
《小丑：雙重瘋狂》定於2024年9月4日在威尼斯影展進行首映，並排定於2024年10月4日美國上映。

## 迴響

### 評價
爛番茄根據362條評論，本片獲得31%的新鮮度，平均得分4.9/10，觀眾的好評度為33%，平均得分2.3／5。Metacritic根據62位影評人給予45分（滿分100分），代表「褒貶不一或中庸」。

### 票房
| 上一届： 《荒野機器人》     | 2024年美國週末票房冠軍 第40週    | 下一届： 《劊樂小丑3》  |
| 上一届： 《台北追緝令》     | 2024年台北週末票房冠軍 第40-41週 | 下一届： 《荒野機器人》 |
| 上一届： 《我談的那場戀愛》 | 2024年香港一週票房冠軍 第40-41週 | 下一届： 《懼裂》       |
| 上一届： 《我談的那場戀愛》 | 2024年香港週末票房冠軍 第40-41週 | 下一届： 《懼裂》       |

## 獎項
| 獎項       | 日期          | 類別                 | 提名人                     | 結果 | 來源          |
| ---------- | ------------- | -------------------- | -------------------------- | ---- | ------------- |
| 阿斯特拉獎 | 2024年7月3日  | 最受期待電影         | 《小丑：雙重瘋狂》         | 獲獎 | [ 32 ] [ 33 ] |
| 金預告片獎 | 2023年6月29日 | 最佳電視廣告（長片） | 「日期公布」（Inside Job） | 提名 | [ 34 ] [ 35 ] |
| 金預告片獎 | 2024年5月30日 | 最佳音樂             | 〈Love〉 （Major Major）   | 提名 | [ 36 ] [ 37 ] |
| 金預告片獎 | 2024年5月30日 | 最佳驚悚片           | 〈Love〉 （Major Major）   | 提名 | [ 36 ] [ 37 ] |
| 威尼斯影展 | 2024年9月7日  | 金獅獎               | 陶德·菲利普斯              | 提名 | [ 29 ]        |
| 威尼斯影展 | 2024年9月7日  | 原聲明星獎           | 希爾迪·居茲納多蒂爾        | 獲獎 | [ 38 ]        |

## 外部連結
- 互联网电影数据库（IMDb）上《小丑：雙重瘋狂》的资料（英文）
- Metacritic上《小丑：雙重瘋狂》的資料（英文）
- Box Office Mojo上《小丑：雙重瘋狂》的资料（英文）
- 爛番茄上《小丑：雙重瘋狂》的資料（英文）
- 開眼電影網上《小丑：雙重瘋狂》的資料（繁體中文）
- 豆瓣电影上《小丑：雙重瘋狂》的資料 （简体中文）